# Purism, SPC

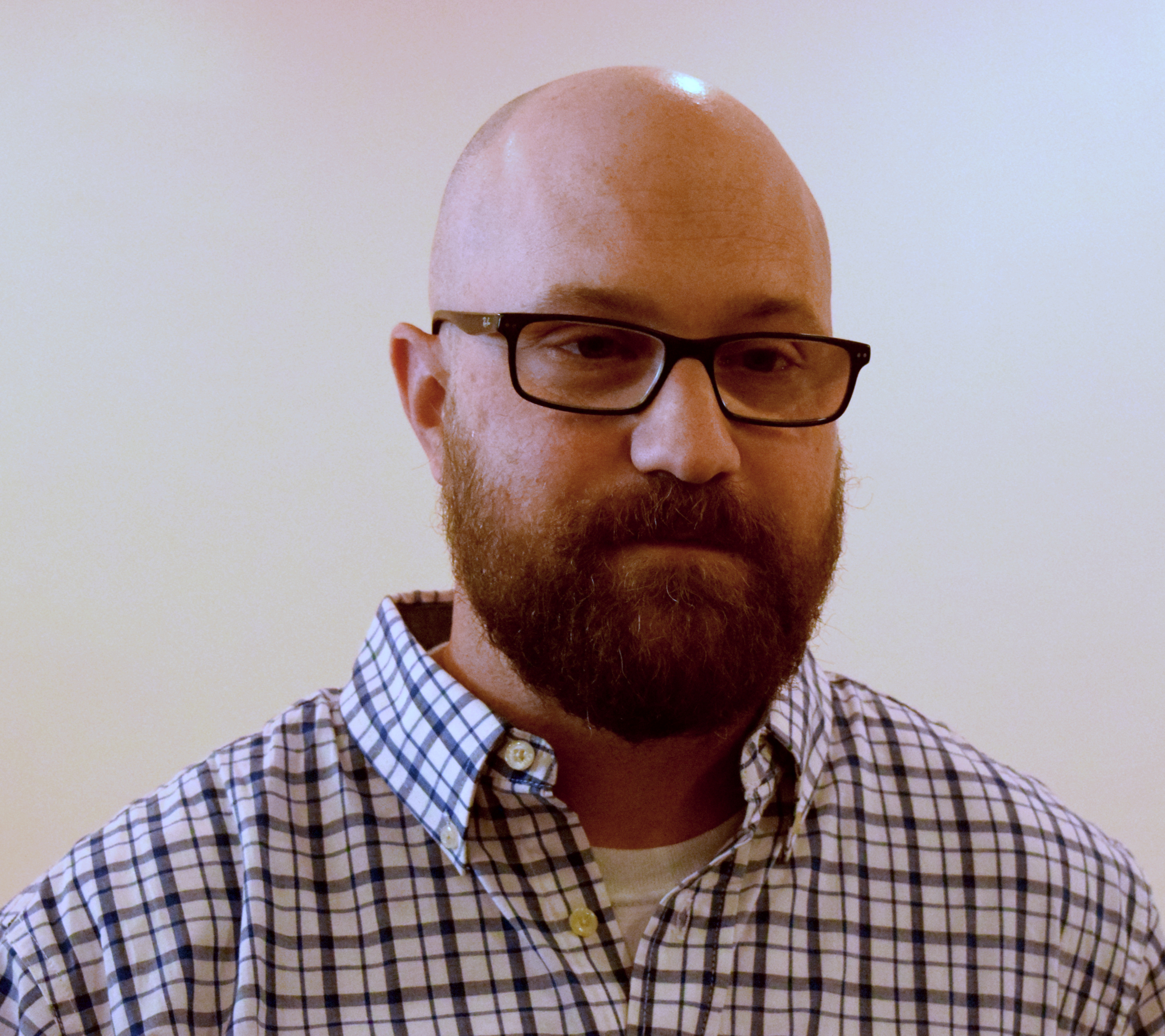
Тодд Вівер на Swathanthra 2017 у Тируванантапурамі, штат Керала, Індії.

Purism — компанія комп'ютерних технологій, яка знаходиться в Південному районі Сан-Франциско, Каліфорнії, і зареєстрована як соціальна компанія в штаті Вашингтон. Purism виробляє лінійку пристроїв Librem з акцентом на вільне програмне забезпечення, комп'ютерну безпеку, і приватність в Інтернеті.

## Історія
Компанія Purism була заснована 2014 року, після цього запустивши кампанію зі збору коштів для Librem 15, що було першою спробою виготовити високопродуктивний ноутбук з процесором Intel на базі Linux з компонентами, що забезпечують свободу користувачів.
З успіхом початкової кампанії було проведено другу кампанію для 13-дюймової моделі Librem, де додатковий акцент на конфіденційність було надано за допомогою апаратного вимикача, вбудованого в дизайн продукту. Оскільки 15-дюймова модель все ще проектувалася і вироблялася, був бекпорт функції апаратних вимикачів до операційної системи.
Після двох кампаній, компанія отримала $1052174 завдяки підтримці 1042 первинних прихильників, що дозволило виробляти і постачати ноутбуки Librem з кінця 2015 року.
Після того, завершення кампаній зі збору коштів, компанія Purism оголосила, що вона перейде від створення моделей до їх замовлення в 2017 році.
У лютому 2017 року, Purism стала соціальною корпорацією. Про це було оголошено в травні 2017 року.
24 серпня 2017 року Purism оголосила про плани щодо створення смартфона під назвою Librem 5. Він матиме апаратні вимикачі для Wi-Fi, Bluetooth, камери і мікрофона. На цьому смартфоні також буде використано вільне програмне забезпечення з відкритим сирцевим кодом. Purism оголосила про те, що для створення телефону потрібно $1500000, і запустила кампанію зі збору коштів, яка тривала 60 днів. Purism отримала ці гроші за два тижні до закінчення кампанії. 24 вересня 2019 року було оголошено про перші постачання Librem 5.

## Продукти
Purism відома своєю лінійкою комп'ютерів Librem. Ноутбуки Librem випускаються у двох моделях: Librem 13 і Librem 15 з 13 і 15-дюймовим екраном. Станом на жовтень 2017 року, Purism робив попередні замовлення планшета, по-різному званого як Librem 10, 11, 12, або як смартфон Librem 5. Всі ці продукти постачаються з власною операційною системою Purism, PureOS, яка ґрунтується на Debian. Продукти Purism також мають апаратні вимикачі, що дозволяють користувачеві відключати камеру, Wi-Fi, Bluetooth і стільниковий модем на продуктах, в яких є ця функція.
Purism керує розробкою PureOS, повністю вільного дистрибутиву Linux на базі Debian. PureOS переважно постачається з програмним забезпеченням з репозиторіїв Debian, але має й інше програмне забезпечення, яке порушує рекомендації Purism. В першу чергу, веббраузер Firefox, перейменований в Pure Browser, і постачається з додатками для поліпшення конфіденційності користувачів. PureOS отримала схвалення Фонду вільного програмного забезпечення в грудні 2017 року.

## Librem One
Librem One - це пакет децентралізованих онлайн-сервісів, що поважають конфіденційність і доступні ширшому колу користувачів.
Сервіси з платною підпискою:
Librem Mail - електронна пошта з підтримкою стандартів OpenPGP за допомогою клієнта на основі K-9 Mail; 
Librem Tunnel - VPN-сервіс на основі OpenVPN; 
Безкоштовні сервіси:
Librem Social - ведення мікроблогів за допомогою сервера Mastodon і клієнтського програмного забезпечення на основі Tusky, об'єднаних протоколом ActivityPub; 
Librem Chat - обмін повідомленнями з використанням програмного забезпечення Element, об'єднаного через Matrix і XMPP.